# Спритна курка
Спритна курка  — композиція з зображенням дичини, птахів та хазяїна лавки фламандського художника XVII ст. Франса Снейдерса.
Це чергова картина художника з сюжетами на теми «Крамнички» або «Комори». Цього разу — це крамничка дичини. Біля столу з дичиною стоїть сивий власник, що тримає в руці стрункі ноги чаплі. Її розкрите крило на тлі червоного одягу власника — яскравий декоративний фрагмент композиції.
Характерною особливістю мистецтва Фландрії XVII століття була надлишковість, деяке перебільшення деталей заради показу плодючих сил землі чи моря, краси навколишнього світу. Риси перебільшення і надлишковості має й велика за розмірами композиція «Спритна курка». Аби додати руху в статичне зображення птахів і тварин, художник удався до створення кумедної ситації. Малий помічник сивого власника лавки не втримав живих курей. Одна з них, перелякана ситуацією, вирвалася і спритно злетіла нагору, в свою чергу перелякавши і хлопця. Він несамовито кричить, посилюючі кумедність ситуації зі спритною куркою.